# تاوالای ایاتالای
تاوالای ایاتالای (به لاتین: Thavalai Iyattalai) یک منطقهٔ مسکونی در سری‌لانکا است که در استان شمالی (سری‌لانکا) واقع شده‌است.